# Sumber Padi
Sumber Padi is een bestuurslaag in het regentschap Batu Bara van de provincie Noord-Sumatra, Indonesië. Sumber Padi telt 3806 inwoners (volkstelling 2010).